# The Witness
The Witness (укр. Свідок) — це інді-гра головоломка, розроблена творцем відомої відео-гри Braid, Джонатаном Блоу та командою Thekla Inc, реліз гри відбувся 26 січня 2016 року. Забавка була випущена на такі платформи: Windows, PlayStation 4 та Xbox One. Також розробники заявили, що в майбутньому планують портувати гру на платформу iOS.

## Ігровий процес
В грі The Witness дія відбувається від першої особи, гравець повинен досліджувати дивний острів, де є багато як природних так і штучних споруд. Головним завданням гравця є вирішення головоломок-лабіринтів, як доволі простих представлених на звичайних дошках, так і значно складніших які потребують взаємодії з навколишнім середовищем. Також на кожній новій місцевості гравцю доведеться вирішувати нові види головоломок і дуже часто з першого погляду проста головоломка може виявитися значно складнішою ніж здавалася, хоча можливо і зворотнє, коли складна і незрозуміла головоломка насправді має просте та банальне вирішення. Локації гри також відрізняються своїми стилями, представляючи минуле, теперішнє та майбутнє. Таким чином на кожній новій локації, антураж гри буде різний, а отже гравця чекає різноманітність та чергування локацій: від технологічних та футуристичних, до сучасних та середньовічних. Окрім того для більшості головоломок є підказки, які можуть допомогти тим гравцям, хто зможе їх знайти та зрозуміти. Загалом у грі існує 667 головоломок, Але вирішення їх всіх не є обов'язковим для просування по сюжету, тобто з першого проходження неможливо знайти і вирішити всі можливі завдання. Окрім того сам Джонатан Блоу заявив, що одну з головоломок зможе вирішити лише 1% гравців.

## Створення
Ідея над розробкою «The Witness» прийшла до Джонатана Блоу після успішного випуску гри Blaid в 2008 році. Потім Блоу взяв перерву від «серйозного розроблення відеоігор», щоб особисто створити нові ігрові концепції, витративши на кожну кілька місяців. Концепція, яка згодом стала прототипом The Witness, який Блоу вважав “дуже амбітним і складним”. Він також вважав це ризиком, оскільки це вимагало розробку тривимірного ігрового рушія. Розробник боявся, що повернеться в той стан, в якому перебував до успіху Blaid, якщо він зазнає невдачі. Незважаючи на ці проблеми, Блоу продовжував розвивати The Witness, бо це були найпереконливіші прототипи, які він створив. Безпосередня робота над грою почалася наприкінці 2008 року.
Сама концепція гри базується на основі одного з ранніх проєктів Блоу, яку він так і не завершив. За його словами, в цьому незакінченому прототипі була якась “чарівна миттєвість”, яка зробила б гру захоплюючою. Ігровий процес  заснований на виділенні цієї “чарівної миттєвості”. Блоу порівняв цей момент зі спойлером і таким чином уникав розкриття механіки чи інших аспектів гри до випуску. Ідея панельного лабіринту виникла у нього приблизно в 2002 році при розробленні гри за участю чарівників, де гравець чаклував би за допомогою жестів миші, популярного на той час елементу відеоігор.

## Критика
| Агрегатор  | Оцінка                                          |
| ---------- | ----------------------------------------------- |
| Metacritic | PC: 87/100 PS4: 87/100 XONE: 86/100 iOS: 88/100 |

| Видання        | Оцінка  |
| -------------- | ------- |
| Destructoid    | 10/10   |
| Edge           | 9/10    |
| Game Informer  | 9.25/10 |
| GameRevolution | [ 12 ]  |
| GameSpot       | 9/10    |
| GamesRadar+    | [ 14 ]  |
| Giant Bomb     | [ 15 ]  |
| IGN            | 10/10   |
| PC Gamer (США) | 89/100  |
| Polygon        | 8/10    |
| TouchArcade    | [ 19 ]  |
| USgamer        | 2/5     |
| VideoGamer.com | 10/10   |

Гра отримала загалом хороші відгуки від гравців та критиків, відомий сайт Metacritic поставив грі 87/100 для версії Windows на основі 20 оглядів та 87/100 для PlayStation 4 на основі 82 оглядів.